# 1B busz (Edelény)
Az edelényi 1B jelzésű autóbusz a Bányász lakótelep és a Béke út ABC között közlekedett, amelyet a Borsod Volán Zrt. üzemeltetett tanítási napokon.

## Útvonala
| Bányász lakótelep – Béke út ABC                                                          |
| ---------------------------------------------------------------------------------------- |
| Szentpéteri út – Antal György út – Hősök tere – Borsodi út – (Dózsa György út –) Béke út |

## Közlekedése
| Útvonal                         | Indításszám | Közlekedési rend |
| ------------------------------- | ----------- | ---------------- |
| Bányász lakótelep – Béke út ABC | 1 pár       | tanítási napokon |
| Béke út ABC ➝ Autóbusz-állomás  | 1 oda       | tanítási napokon |

## Megállóhelyei
| 0                                                                | Bányász lakótelep végállomás          | 0.0 km | 0  |
| 1                                                                | Bányász lakótelep iskola              | 0.4 km | 1  |
| 2                                                                | Szentpéteri út 6.                     | 0.8 km | 2  |
| 3                                                                | Antal György út 44.                   | 1.7 km | 4  |
| 4                                                                | Bányászklub                           | 2.3 km | 5  |
| 5                                                                | Városháza                             | 3.2 km | 7  |
| 6                                                                | Kastély bejárati út                   | 3.7 km | 8  |
| 7                                                                | Autóbusz-állomás vonalközi végállomás | 4.0 km | 9  |
| 8                                                                | Borsodi utca 70.                      | 4.9 km | 11 |
| A Béke út ABC ➝ Bányász lakótelep viszonylaton közlekedő érinti. |                                       |        |    |
| ∫                                                                | Dózsa György utca                     | ∫      | ∫  |
| 9                                                                | Béke út ABC végállomás                | 5.3 km | 12 |